# Poczta Królewiecka
Poczta Królewiecka – tygodnik wychodzący w Królewcu od 6 sierpnia 1718 do 28 grudnia 1720, ogółem wydano 126 numerów.

## Historia
"Poczta Królewiecka" była drugim z rzędu czasopismem polskim po wcześniej wydawanym "Merkuriuszu Polskim". Była pismem typu informacyjnego. Przynosiła zwięzłe informacje o najważniejszych wydarzeniach politycznych, handlowych, przyrodniczych i innych z całego świata, a szczególnie z Polski i Niemiec. Na jej łamach przejawiało się pragnienie zakończenia wojny północnej.

### Drukarnia Polska i Litewska w Królewcu
Drukarnia Polska i Litewska powstała dzięki polskiej gminie kalwińskiej w Królewcu. Liczba polskich ewangelików reformowanych szczególnie wzrosła, gdy namiestnikiem Prus był książę Bogusław Radziwiłł. W 1701 powstała samodzielna polska gmina podlegająca seniorowi na Żmudzi. Zborem królewieckim od 1702 kierował Jerzy Rekuć. Pod wpływem kontrreformacji w 1705 przeniesiona została drukarnia Radziwiłłów ze Słucka (wcześniej przewieziona tam z Kiejdan) do Królewca. Ze względów technicznych drukarnia ta nie nadawała się do użytku. W 1709 odkupiono drugą drukarnię od profesora H. Georgi z Królewca. Drukarnia ta miała od 1709 przywilej króla Fryderyka I na druk książek niezbędnych dla polskich i litewskich kościołów i szkół ewangelicko reformowanych. W 1718 uzyskała zezwolenie na druk gazet polskich i łacińskich. W języku łacińskim w latach 1719–1723 wydawana była Nova Publica Latina, redagowana przez profesora Albertyny – Strimessiusa.

### Redakcja Poczty Królewieckiej
Redaktorem Poczty Królewieckiej był torunianin Jerzy Byszel (Büschel, Bisselius), a współredaktorem Jerzy Rekuć, który był jednocześnie jej cenzorem. Wydawcą gazety był Jan Dawid Cenkier (Zäncker), który najprawdopodobniej pochodził z Berlina. Drukarnia Polska i Litewska została początkowo wydzierżawiona Cenkierowi, a w 1720 odsprzedana.
Przy redagowaniu gazety w dziale wiadomości zagranicznych wykorzystywano informacje zawarte w niemieckich pismach królewieckich i zagranicznych ("Wiener Zeitung" i "Hamburgischer Correspondent"). Poczta miała swoich korespondentów w Warszawie, Krakowie, Poznaniu i Gdańsku. Rozchodziła się głównie w Prusach. Nieznany jest nakład "Poczty Królewieckiej". Szacuje się, że wynosił około 300 egzemplarzy.
Gazeta upadła wskutek kłopotów finansowych wydawcy. Zawieszając wydawnictwo, Cenkier tłumaczył się, że bardzo licha była obrywka z gazetów polskich, bo bardzo mało było Ich Mościów, którzy się w nich kochali (pisownia oryginalna).
W 1743 podjęto znowu próbę zorganizowania czasopisma tego typu. Gazeta nosiła nazwę: "Publiczna relacyja o tym, co się tymi czasy na świecie działo". Ukazała się tylko raz.